# Јосип Шолц
Јосип Шолц (рођен 1898, Загреб — 1945, Београд) је бивши југословенски фудбалски репрезентативац. За репрезентацију је играо у првој међународној утакмици 1920. године против Чехословачке (0:7) у Антверпену на Летњим олимпијским играма.
Био је члан копнене војске хрватског домобранства. Шолц је био заповедник команде Загребачког гарнизона. 22. децембра 1944. је унапређен у пешадијског генерала. Погубљен је 1945. године у Београду.